# Sint-Walburgakerk (Meldert)

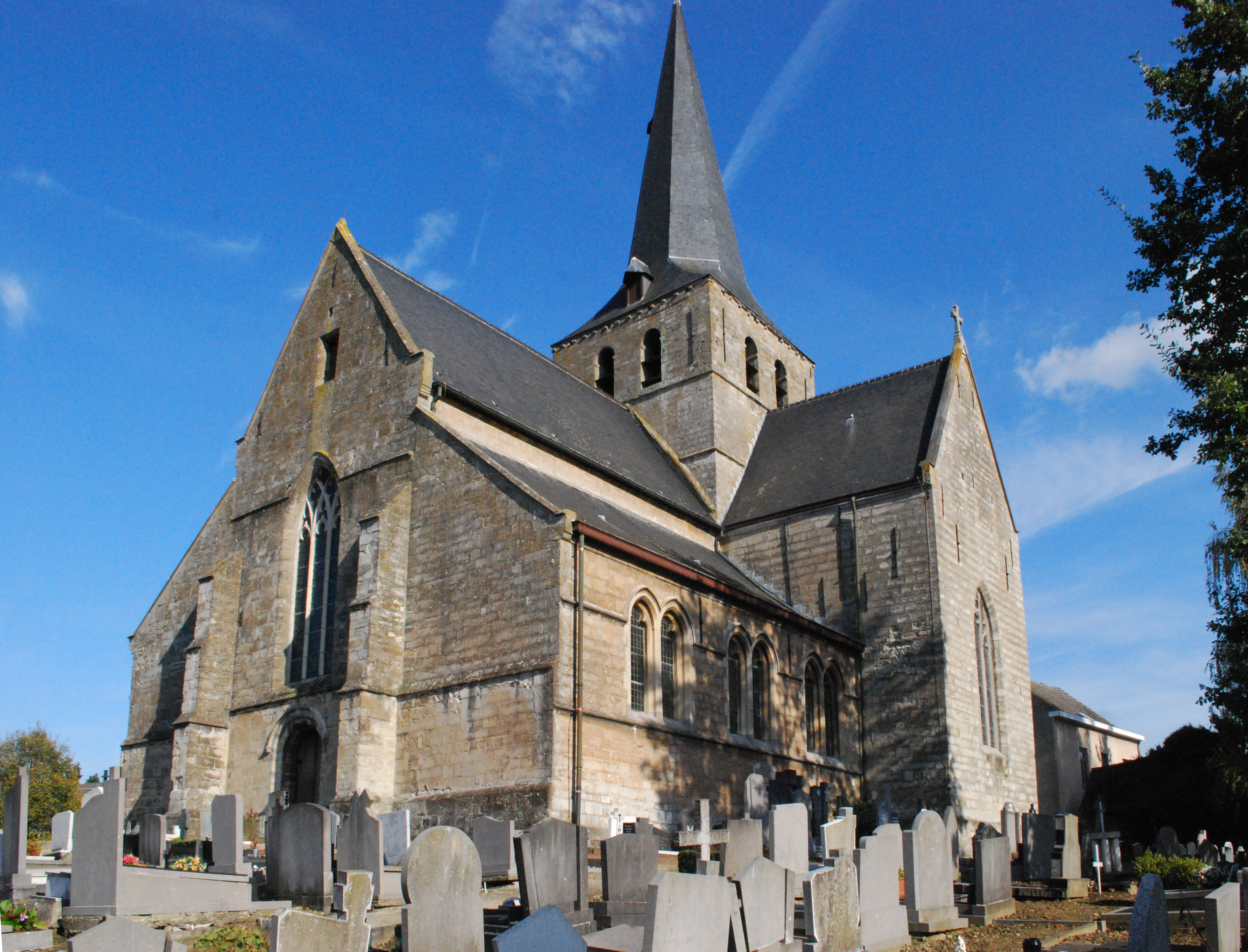
St. Walburga (Meldert)

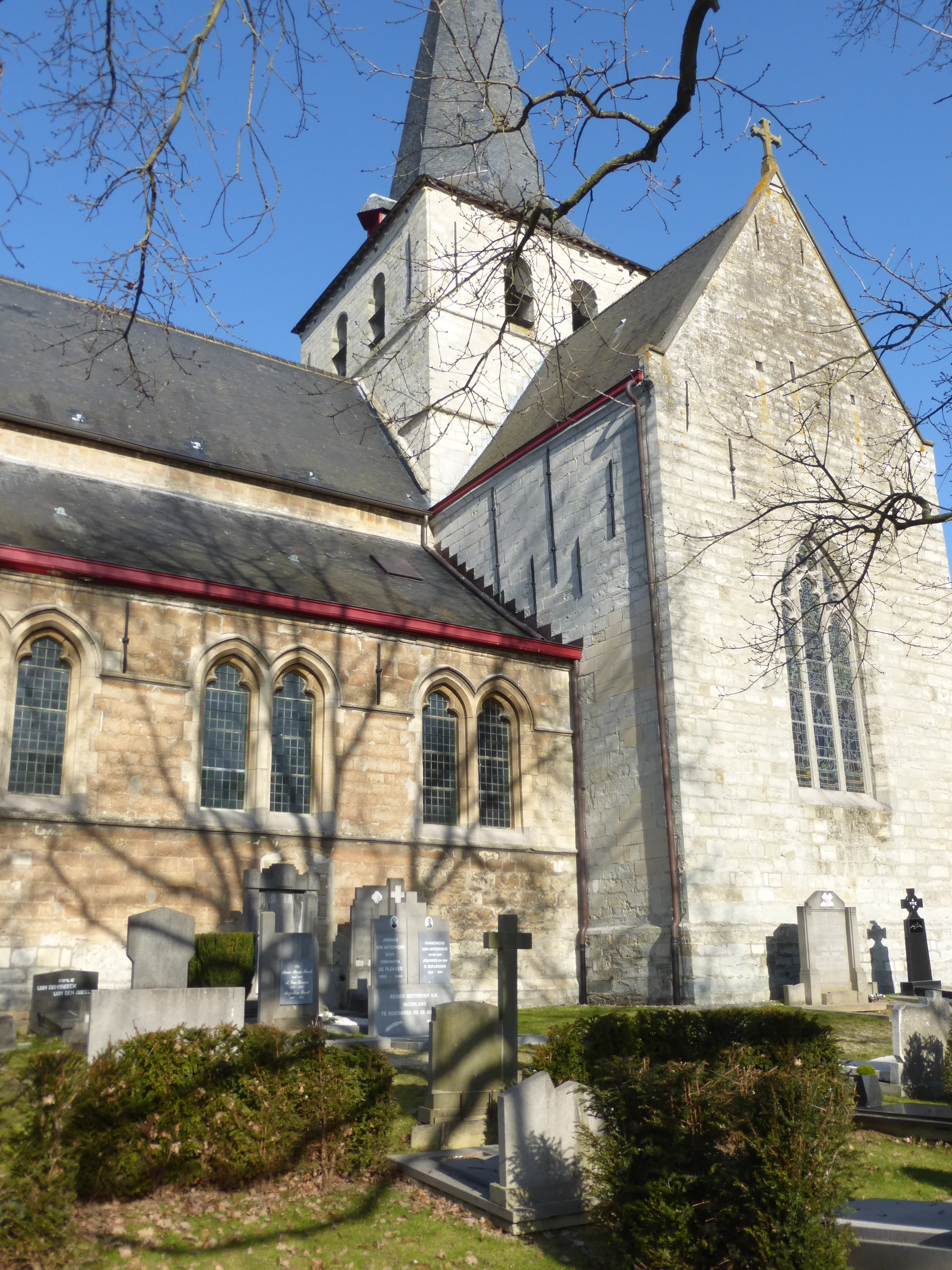
Südseite

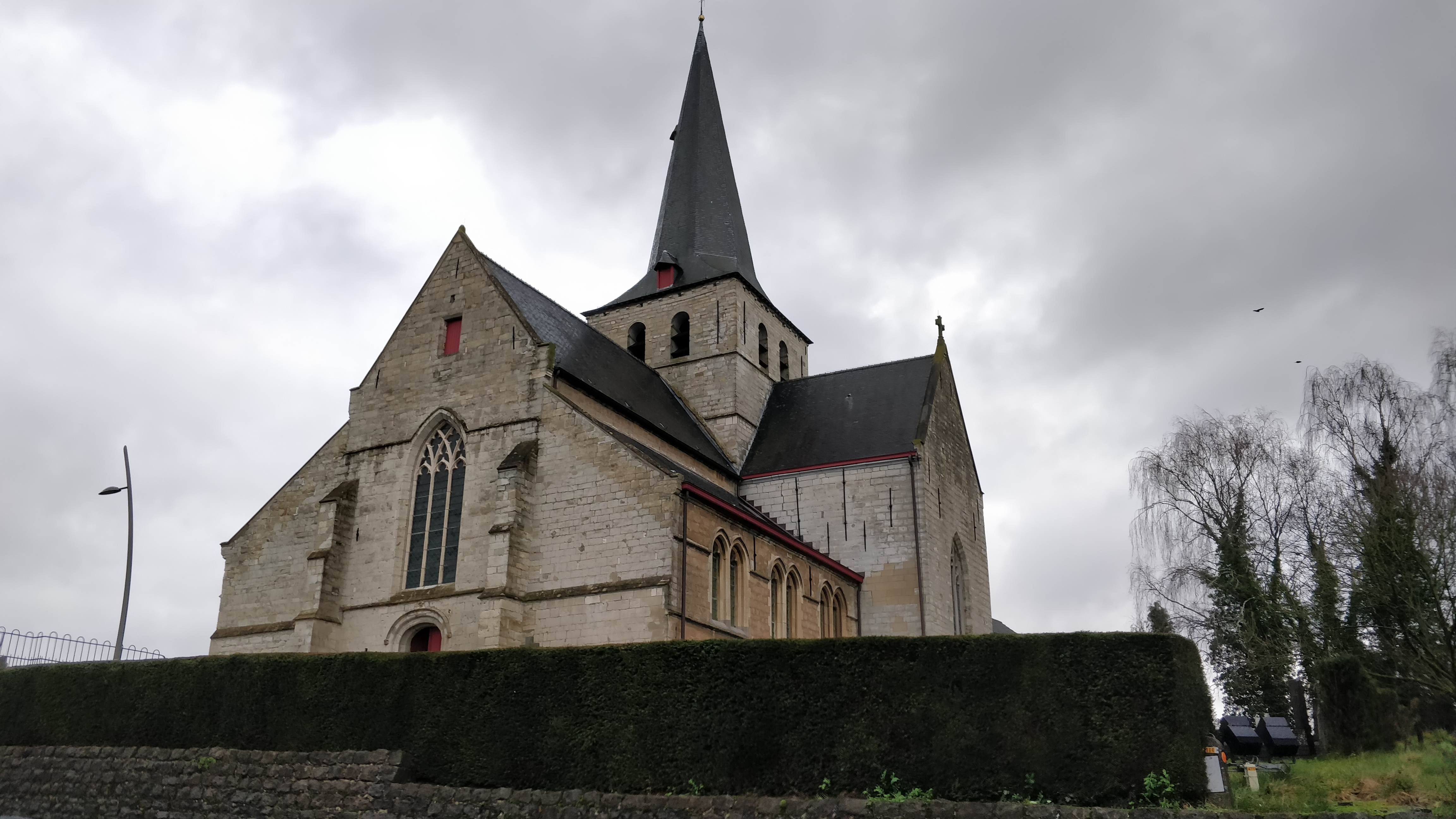
Südwestseite

Die römisch-katholische Kirche St. Walburga (niederländisch Sint-Walburgakerk) ist eine frühgotische Pseudobasilika im Ortsteil Meldert von Aalst in der belgischen Provinz Ostflandern. Sie steht unter Denkmalschutz.

## Geschichte
Die Kirche liegt auf einer leichten Anhöhe, an der Kreuzung der Hauptstraßen des Dorfes, umgeben von einem Friedhof mit einer Mauer aus Ziegeln und Sandstein mit klassizistischen Torpfeilern im Norden. Daneben befindet sich ein verwitterter Gedenkstein mit den Namen der Gefallenen und der Jahreszahl 1871. Das Bauwerk ist eine gotische Pseudobasilika mit Querschiff und Schieferdach, erbaut aus Melderter Sandstein. Das erste Bauwerk wurde 1180 im Auftrag der Abtei Affligem errichtet (wahrscheinlich als Kreuzkirche). Sie wurde 1363 von Jan IV. Wolmeroy, Abt von Affligem, wieder aufgebaut, als Baardegem als unabhängige Pfarrei abgespalten wurde. Größere Umbauten erfolgten im 15. bis 16. Jahrhundert, dabei wurden alle romanischen Teile mit Ausnahme des Turms mit dem oberen Zwischengeschoss abgebrochen. Beim Wiederaufbau wurde ein dreischiffiges gotisches Langhaus errichtet. Der Turm wurde 1608 restauriert. Reparaturen und Anpassungen wurden um 1891 nach dem Entwurf des Architekten J. Goethals vorgenommen. Die neugotischen Sakristeien stammen aus dem vierten Viertel des 19. Jahrhunderts. Eine Restaurierung wurde in den Jahren 1968–1969 nach dem Entwurf des Architekten R. van Driessche durchgeführt.

## Beschreibung
Der Grundriss zeigt ein Mittelschiff mit zwei dreijochigen Seitenschiffen, Vierungsturm und zwei einjochigen Querschiffen mit flachen Abschlüssen. Der Chor besteht aus zwei geraden Jochen mit dreiseitigem Schluss. Die Nordsakristei und Südsakristei bestehen jeweils aus einem Joch. Das Mittelschiff ist mit einem Satteldach gedeckt. Das Westportal wird von Strebepfeilern gestützt. Ein großes Spitzbogenfenster erhellt die Kirche von Westen. Die spätere Korbbogentür aus dem ersten Viertel des 16. Jahrhunderts ist mit profiliertem Traufgesims mit figürlichen Darstellungen (links Frau, rechts Mann) versehen und mit einer Kreuzblume bekrönt. Die Seitenschiffe sind mit Pultdächern geschlossen. Die französischen Fenster (aus dem 18. Jahrhundert) wurden um 1891 durch neugotische gekuppelte Spitzbogenfenster mit Maßwerk und durchgehenden Verdachungen ersetzt. Eine heute zugemauerte Tür mit Giebel im zweiten Joch des südlichen Seitenschiffs ermöglichte früher den Zugang über die Burggasse.
Der im Grundriss quadratische Vierungsturm ist in drei durch Gesimse markierte Etagen gegliedert. Die zweite Etage ist mit geschlossenen rundbogigen Schallöffnungen versehen, das Obergeschoss mit zwei rundbogigen Schallöffnungen auf jeder Seite und trägt ein Gesims auf grob profilierten Steinkonsolen. Ein achteckiger Turmhelm bildet den Abschluss. Der Treppenturm liegt im südöstlichen Pfeiler. Die Querhausarme sind mit Giebeldächern gedeckt. Der Nordarm ist mit einem großen Spitzbogenfenster mit erneuertem Maßwerk aus Blaustein (erstes Viertel des 15. Jahrhunderts) und dreieckigem Oberfenster gestaltet. Der Südarm (erstes Viertel des 16. Jahrhunderts) ist mit einem großen Spitzbogenfenster mit ebenfalls erneuertem Maßwerk aus Blaustein versehen. Der Chor (erstes Viertel des 16. Jahrhunderts) wird gestützt durch einfache Strebepfeiler. Rundbogenfenster mit Maßwerk aus Blaustein und umlaufenden Gesimsen erhellen das Bauwerk. Die Südsakristei stammt von 1542 und die neugotische Nordsakristei mit gekuppelten Spitzbogenfenstern aus dem ersten Viertel des 20. Jahrhunderts. Die Kirche hat einen pseudobasilikalen Aufriss und wird von Pfeilern mit abgerundeten Sockeln und vereinfachten Kapitellen unter Spitzbögen mit abgeschrägtem Profil getragen. Die achteckigen Vierungspfeiler sind mit ähnlicher Abdeckung versehen. Ein Stein mit Inschrift „Ian van Moen 1642“ ist im Pfeiler des nördlichen Seitenschiffs eingelassen. Der nördliche Querschiffsarm war ursprünglich von einer flachen Decke bedeckt. Heute sind Kreuzrippengewölbe aus Backstein (erstes Viertel des 17. Jahrhunderts) mit Sandsteinrippen auf Konsolen im Mittelschiff eingezogen.
Die Seitenschiffe sind mit Kreuzrippengewölbe und Dachstuhl aus dem 17. Jahrhundert versehen; der Schlussstein im zweiten Joch von Westen des südlichen Seitenschiffs trägt die Jahreszahl 1642; ein Schlussstein mit Steinmetzzeichen ist im dritten Joch (von Westen) des nördlichen Seitenschiffs zu finden. Das Kreuzrippengewölbe in der Vierung und Kreuzrippengewölbe von 1608 und ein Dachstuhl aus dem 16. Jahrhundert im nördlichen Querschiff und Sterngewölbe mit Dachstuhl aus dem 17. Jahrhundert im südlichen Querschiffsarm schließen den Raum ab. Im Chor sind Kreuzrippengewölbe auf Konsolen eingezogen, ein Sterngewölbe im Obergaden; das Dach stammt aus dem 17. Jahrhundert. Die südliche Sakristei ist mit Kreuzrippengewölbe geschlossen.

## Ausstattung
Im Hauptaltar ist ein Gemälde Die Auferstehung von Gaspar De Crayer zu sehen; im nördliches Querschiff Die Beschneidung von I.L. Sueten; Die Heilige Anna und die Muttergottes von G. Maes (1649–1700) befindet sich im südlichen Querschiff. Eine Statue von St. Walburga aus dem ersten Viertel des 17. Jahrhunderts steht in der Nische über dem Hauptaltar. Skulpturen Unserer Lieben Frauen und der Heilige Anna, aus dem ersten Viertel des 17. Jahrhunderts sind in den Seitenaltären aufgestellt. Eine Eichenholzstatue des Heiligen Rochus stammt aus der ersten Hälfte des 18. Jahrhunderts; eine verzierte Marienstatue, wahrscheinlich aus dem 12. Jahrhundert, steht auf einem Rokokosockel aus dem zweiten Viertel des 18. Jahrhunderts; eine verzierte Statue der Heiligen Petronella stammt aus der ehemaligen Kapelle der Heiligen und wurde vermutlich im 17. Jahrhundert geschaffen. Ein hölzernes Kruzifix steht auf einem verzierten Barocksockel (erstes Viertel des 17. Jahrhunderts). Der Hochaltar mit Rokoko-Dekor (zweites Viertel des 18. Jahrhunderts) und ist mit einem barocken Altaraufbau versehen.
Die barocken Seitenaltäre mit Rokoko-Marmorsäulen aus dem zweiten Viertel des 18. Jahrhunderts im nördlichen Querschiffsarm stammen von 1675, im südlichen Querschiffsarm aus der zweiten Hälfte des 17. Jahrhunderts. Die Chorgestühl mit Rokokotäfelung an den Chorwänden ist mit gemalten und geschnitzten Medaillons verziert, die Szenen aus dem Leben der heiligen Walburga darstellen, in schlichterer Weise verlängert es sich als Wandverkleidung der nördlichen und südlichen Querhausarme (zweites Viertel des 18. Jahrhunderts). Die Kommunionbank im Régencestil (zweites Viertel des 18. Jahrhunderts); eine Barockkanzel (viertes Viertel des 17. Jahrhunderts) und schlichte Rokokokanzeln (zweites Viertel des 18. Jahrhunderts), sowie schlichte Kirchenbänke (drittes Viertel des 18. Jahrhunderts) gehören weiterhin zur Ausstattung; außerdem ein hölzerner Rokoko-Windfang mit dahinter liegendem Eingangsportal (zweites Viertel des 18. Jahrhunderts); die Orgel mit Rokoko-Gehäuse; eine Reihe von Grabsteinen aus dem 17. bis 18. Jahrhundert, unter anderem von Hendrik van Assche, Abt von Affligem († 1474), im 17. Jh. erneuert. Drei Glocken bilden das Geläut, von denen zwei im Jahr 2004 angeschafft wurden.